# Nomentum

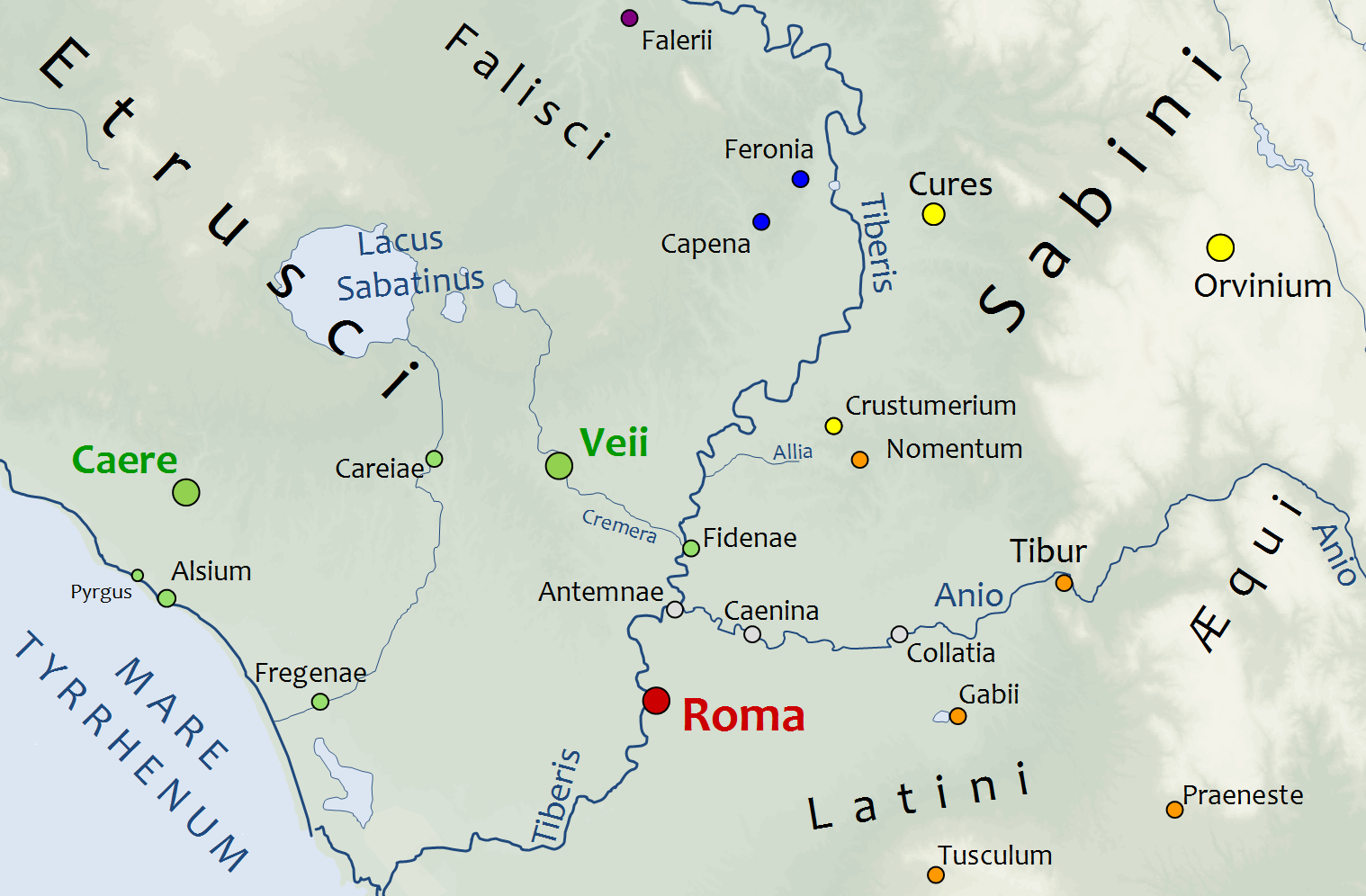
Nomentum nel Latium vetus.

Nomentum fu una città della Sabina tiberina.

## Storia
Secondo Dionigi di Alicarnasso fu una colonia di Alba Longa (e dunque città latina nel territorio sabino); Plinio il Vecchio la cita invece come città sabina.
Era tra le città che si ribellarono ai Romani, dopo la morte di Anco Marzio, che però si arrese all'esercito romano guidato da Tarquinio Prisco, quando questo arrivò sotto le sue mura, dopo aver sconfitto gli Apiolani in  battaglia.
Fece parte della lega delle città latine sconfitte da Roma nella battaglia del lago Regillo. Fu definitivamente sottomessa nel 338 a.C. e divenne municipio romano.
Venne inclusa nella IV regio Sabina et Samnium ed ebbe quindi un discreto sviluppo come centro di produzione del vino e per la presenza di una stazione termale (Aquae Labanae, nell'attuale località di Grotta Marozza). Vi possedettero ville Seneca e Marziale.
Già nel 408 è ricordata come sede episcopale e nel 593 vi venne aggregata la diocesi di Curi. Nel 741 subì una breve occupazione ad opera dei Longobardi, per cui l'abitato venne spostato in una posizione maggiormente difendibile, dando origine all'odierna Mentana. L'ultima citazione del nome risale all'800, quando vi si incontrarono papa Leone III e Carlo Magno.

## Resti archeologici
Resti antichi, individuati nel 1967 sulla base di una ricerca di Lorenzo Quilici, e studiati fino al 1976 da Corrado Pala per conto dell'Istituto di Topografia Antica dell'Università La Sapienza di Roma, sono presenti presso il Romitorio di Casali, presso Mentana; sulla vicina collina di Montedoro si trovano avanzi di mura difensive in tufo, attribuite al IV secolo a.C. Non è nota la collocazione dell'antico foro.
Presso l'attuale via Nomentana, di fronte al parco Trentani, sono stati rinvenuti muri in laterizio, relativi probabilmente ad alcune botteghe.